# ویرو کوهلی
ویرو کوهلی (انگلیسی: Veeru Kohli)؛ (زاده: ۱۹۶۴) یک پاکستانی فعال حقوق بشر است که بعد از بیست سال زندگی تحت شرایط بیگاری به فعالیت علیه بردگی برخاست.

## زندگی شخصی
او یک پاکستانی هندی‌تبار و در یک خانواده کشاورز فقیر در یکی از دهات ایالت سند پاکستان زاده شد. او در ۱۶ سالگی ازدواج کرد و هم‌اکنون بیوه است که دارای ۱۱ فرزند می‌باشد.

## فعالیت‌ها
او در سال ۲۰۱۳ به عنوان کاندید مستقل در مبارزات انتخابی ایالت حیدرآباد شرکت کرد. او قبلاً در جنوب پاکستان بردگی می‌کرد اما موفق به فرار از دست صاحبان خود شد. بعد از اینکه با زور به بردگی مجدد با تحمل کتک مجبور شد، او در مقابل مقامات رسمی ایستاد، و با کمک کمیته حقوق بشر پاکستان در حیدرآباد آزادی خود را بازیافت. تجربه او در کسب آزادی موجب برانگیختن وی به مبارزه برای آزادی دیگران شد. در سال ۲۰۰۹ او به دریافت جایزه آزادی فردریک داگلاس از سوی سازمان «بردگان را آزاد کنید» شد.